# Roche-et-Raucourt
Roche-et-Raucourt ist eine Gemeinde im französischen Département Haute-Saône in der Region Bourgogne-Franche-Comté.

## Geographie
Roche-et-Raucourt liegt auf einer Höhe von 212 m über dem Meeresspiegel, sieben Kilometer nordnordöstlich von Dampierre-sur-Salon und etwa 49 Kilometer nordwestlich der Stadt Besançon (Luftlinie). Die Doppelgemeinde erstreckt sich im Westen des Départements, in der Plateaulandschaft nordwestlich des Saônetals, in der Talniederung beidseits des Vannon.
Die Fläche des 13,38 km² großen Gemeindegebiets umfasst einen Abschnitt im Bereich des Plateaus nördlich des Saônetals. Von Nordwesten nach Südosten wird das Gebiet von der Talniederung des Vannon durchquert, der für die Entwässerung zur Saône sorgt. Die Talaue, durch die der Fluss mäandriert, liegt durchschnittlich auf 210 m und weist eine Breite von maximal einem Kilometer auf. Flankiert wird das Tal auf beiden Seiten von einem Plateau, das eine durchschnittliche Höhe von 240 m erreicht. Diese Hochfläche besteht aus einer Wechsellagerung von kalkigen und sandig-mergeligen Sedimenten der mittleren und oberen Jurazeit. Auf dem Plateau herrscht landwirtschaftliche Nutzung vor, doch gibt es auch größere Waldflächen, insbesondere im Bereich der Gemeindegrenzen. Nach Süden reicht der Gemeindeboden in den Bois de Roche, der zum ausgedehnten Forstgebiet der Forêt de Dampierre gehört. Nördlich des Vannon-Tals erstreckt sich das Plateau von Roche. Hier wird auf der Anhöhe des Champ Gauffard mit 264 m die höchste Erhebung von Roche-et-Raucourt erreicht. Weiter nach Norden reicht das Areal in das Tal der Bonde (linker Zufluss des Vannon) und bis an den Rand des Bois de Fouvent.
Die Doppelgemeinde besteht aus folgenden Ortsteilen:
- Roche (212 m) im Tal des Vannon
- Raucourt (224 m) im Tal der Bonde

Nachbargemeinden von Roche-et-Raucourt sind Francourt im Norden, Volon im Osten, Brotte-lès-Ray, Vaite und Dampierre-sur-Salon im Süden sowie Fouvent-Saint-Andoche im Westen.

## Geschichte
Ein Gräberfeld aus der Merowingerzeit weist auf eine frühe Besiedlung des Gebietes hin. Im Mittelalter gehörten Roche und Raucourt zur Freigrafschaft Burgund und darin zum Gebiet des Bailliage d’Amont. Die lokale Herrschaft hatten stets die Herren von Fouvent inne. Während des Dreißigjährigen Krieges wurden die Ortschaften 1636 schwer in Mitleidenschaft gezogen. Bis 1790 gehörte Roche zusammen mit Fouvent zur Champagne. Im Jahr 1806 fusionierten Roche (1800: 426 Einwohner) und Raucourt (1800: 105 Einwohner) zur Doppelgemeinde. Heute ist Roche-et-Raucourt Mitglied des 42 Ortschaften umfassenden Gemeindeverbandes Communauté de communes des Quatre Rivières.

## Sehenswürdigkeiten

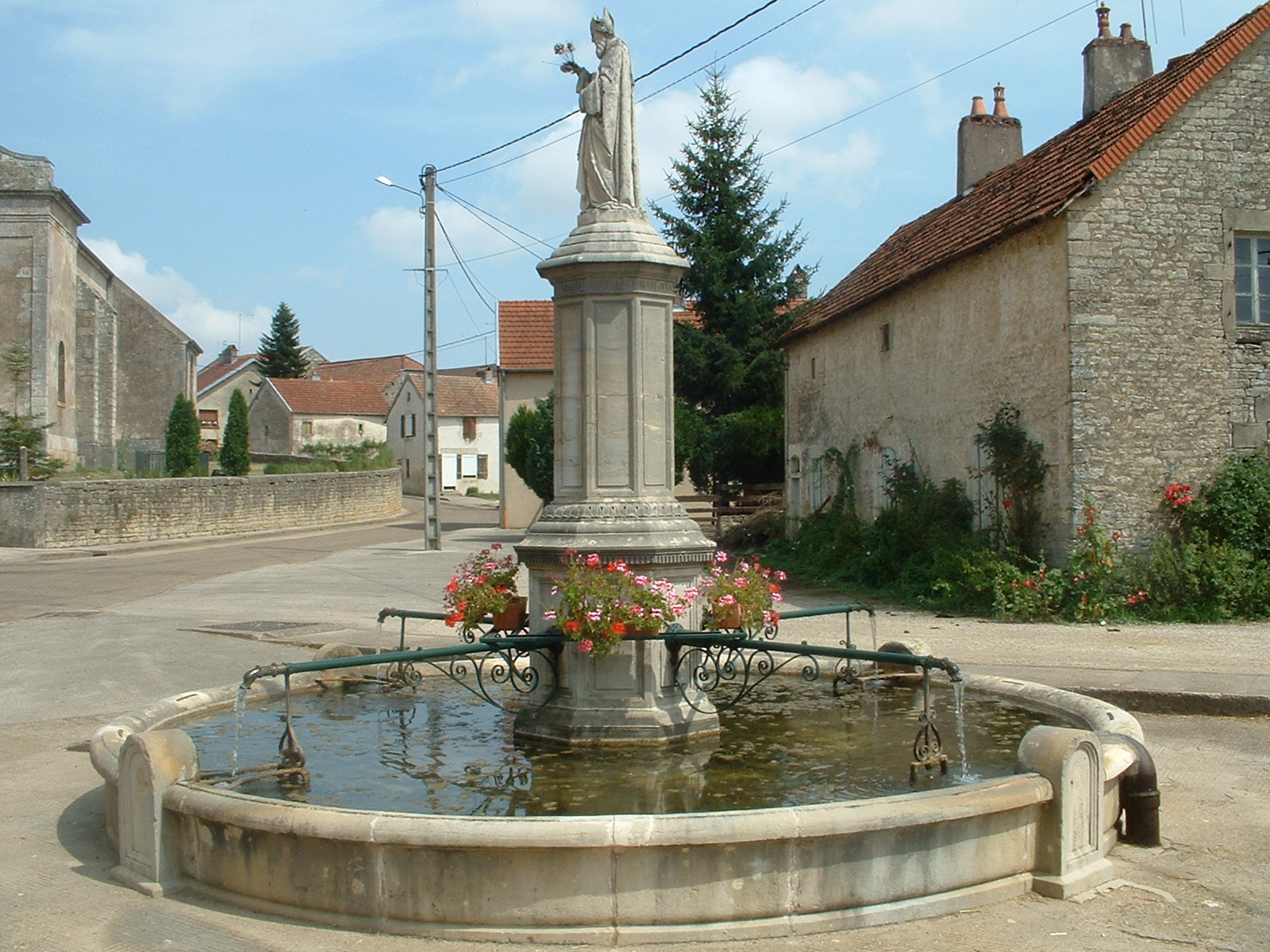
Fontaine Saint-Didier

In Roche steht die Kirche Saint-Didier, die 1765 neu erbaut und 1862 umfassend restauriert wurde. Sie ist als Monument historique klassiert. Zur reichen Ausstattung gehören der Hauptaltar und zahlreiche Statuen aus dem 17. Jahrhundert. Außerhalb des Ortes befindet sich die Kapelle Notre-Dame-des-Malades von 1729. Zu den weiteren Sehenswürdigkeiten von Roche zählen der Rundbrunnen Fontaine Saint-Didier, die Steinbrücke über den Vannon und das Lavoir, das einst als Waschhaus und Viehtränke diente.
Raucourt besitzt zwei Kapellen: die Kapelle Saint-Claude und die Kapelle Saint-Roch (beide aus dem 16. Jahrhundert). Der ehemalige Herrschaftssitz der Familie Grachaux mit viereckigem Turm stammt aus dem 15. Jahrhundert wurde nach der Revolution bis 1987 als Bauernhof benutzt und ist heute in Privatbesitz.

## Bevölkerung
| Jahr                       | 1962 | 1968 | 1975 | 1982 | 1990 | 1999 | 2006 |
| Einwohner                  | 232  | 220  | 212  | 173  | 189  | 173  | 150  |
| Quellen: Cassini und INSEE |      |      |      |      |      |      |      |

Mit 154 Einwohnern (1. Januar 2022) gehört Roche-et-Raucourt zu den kleinen Gemeinden des Département Haute-Saône. Nachdem die Einwohnerzahl in der ersten Hälfte des 20. Jahrhunderts deutlich abgenommen hatte (1881 wurden noch 507 Personen gezählt), wurden seit Beginn der 1980er Jahre nur noch relativ geringe Schwankungen verzeichnet.

## Wirtschaft und Infrastruktur
Roche-et-Raucourt war bis weit ins 20. Jahrhundert hinein ein vorwiegend durch die Landwirtschaft (Ackerbau, Obstbau und Viehzucht) und die Forstwirtschaft geprägtes Dorf. Heute gibt es einige Betriebe des lokalen Kleingewerbes, vor allem in den Branchen Holzverarbeitung und Baugewerbe. In den letzten Jahrzehnten hat sich das Dorf zu einer Wohngemeinde gewandelt. Viele Erwerbstätige sind deshalb Wegpendler, die in den größeren Ortschaften der Umgebung ihrer Arbeit nachgehen.
Die Ortschaft liegt abseits der größeren Durchgangsachsen nahe einer Departementsstraße, die von Vaite nach Pierrecourt führt. Weitere Straßenverbindungen bestehen mit Fouvent, La Roche-Morey, Francourt, Brotte-lès-Ray und Dampierre-sur-Salon.